# Rheomus alatus
Rheomus alatus är en tvåvingeart som beskrevs av Laville och Reiss 1988. Rheomus alatus ingår i släktet Rheomus och familjen fjädermyggor.
Artens utbredningsområde är Marocko.